# Iraakse no-flyzones
De Iraakse no-flyzones werden tussen 1991-2003 ingelast en gecontroleerd door de Verenigde Staten, het Verenigd Koninkrijk, Frankrijk en hun bondgenoten (zoals Australië, België, Italië, Nederland, Saudi-Arabië en Turkije). Er waren twee afzonderlijke no-flyzones waarbinnen Iraakse vliegtuigen verboden waren om te vliegen. Deze grootmachten steunden op de Resolutie 688 Veiligheidsraad Verenigde Naties om hun acties tegen Irak te rechtvaardigen. Deze resolutie gaf echter geen expliciet groen licht voor het instellen van de no-flyzones boven Irak. De toenmalige secretaris-generaal van de VN noemde later de no-flyzones illegaal in een interview met John Pilger.

## Doel
De noordelijke no-flyzones werd begrensd door de 36-graden-noorderbreedtelijn en de noordelijke grenzen van Irak. Deze had tot doel de Koerden die in dit gebied leefden te beschermen tegen de Iraakse luchtmacht. Er werd immers gevreesd dat deze bevolking het slachtoffer zou worden van vergeldingsaanvallen. De Koerden kwamen in 1991 immers in opstand tegen het bewind van de Iraakse leider Saddam Hoessein. Met behulp van deze no-flyzones en het bergachtige terrein lukte het de Peshmerga stand te houden; in oktober 1991 gaven de Iraakse strijdkrachten Iraaks Koerdistan de facto op. 
De zuidelijke no-flyzones werd begrensd door de 33-graden-noorderbreedtelijn en de Zuidelijke grenzen van Irak. Deze had tot doel om de Sjiitische minderheid die in dit gebied leefde te beschermen tegen de Iraakse luchtmacht. Er werd immers gevreesd dat deze bevolking het slachtoffer zou worden van vergeldingsaanvallen.
In 1992 begon Irak de westerse coalitie uit te dagen door op vliegtuigen boven de no-flyzone te vuren met luchtafweergeschut, en in december 1992 werd een Iraakse MiG-25 neergehaald die zich binnen de zuidelijke no-flyzone waagde. In augustus 1993 staakte Irak ten slotte de aanvallen op Coalitievliegtuigen, maar na Operatie Desert Fox in 1998 verklaarde Irak de no-flyzones niet meer te erkennen en hervatte het de aanvallen vanaf de grond. Saddam Hoessein loofde een beloning van 14.000 dollar uit voor eenieder die een Coalitievliegtuig kon neerhalen. Het is Irak echter in deze periode nooit gelukt een bemand vliegtuig neer te halen.
Met Operatie Southern Focus begonnen de Verenigde Staten in juni 2002 met aanvallen op militaire installaties in de zuidelijke no-flyzone ter voorbereiding van hun geplande invasie in Irak

## Militaire operaties
- Operatie Provide Comfort duurde van 6 april 1991 tot 24 juli 1991.
- Operatie Provide Comfort II duurde van 24 juli 1991 tot 31 december 1996.
- Operatie Southern Watch duurde van 26 augustus 1992 tot 19 maart 2003.
- Operatie Northern Watch duurde van 1 januari 1997 tot 1 mei 2003.
- Operatie Southern Focus duurde van Juni 2002 tot 17 maart 2003.

## Slachtoffers en verliezen
Aan de zijde van de coalitie werden 2 UH-60 Black Hawk helikopters neergeschoten door friendly fire. Hierbij verloren 26 man het leven. Er kwamen ook 19 personeelsleden van het USAF om het leven door een autobom op hun basis. Verder werd ook een onbemande MQ-1 Predator neergehaald.
Aan Iraakse zijde werd een onbekend aantal luchtverdedigingssystemen vernietigd. Ook verloren de Irakezen 1 MiG-25 Foxbat, 1 MiG-23 Flogger en 2 Su-22 Fitters.